# 莫萊松山
46°32′56″N 7°1′1″E / 46.54889°N 7.01694°E

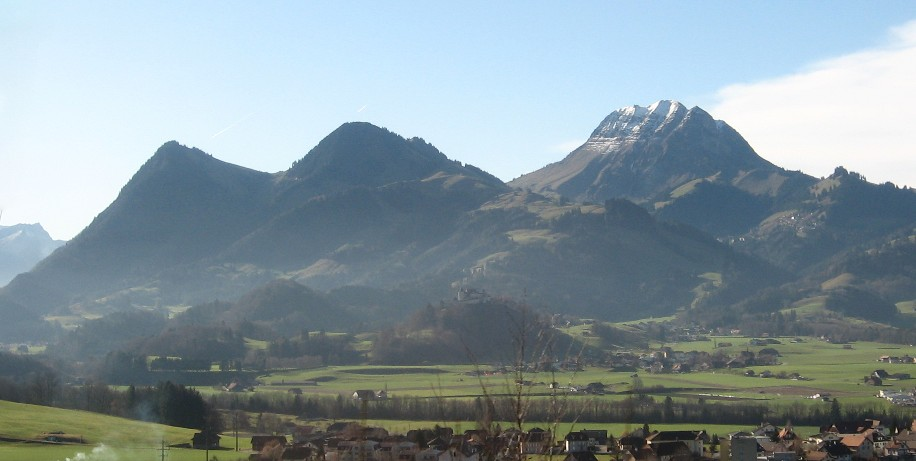

莫萊松山（Moléson），是瑞士的的山峰，位於該國西部，由弗里堡州負責管轄，屬於弗賴堡前阿爾卑斯山脈的一部分，海拔高度2,002米，每年平均降雨量907毫米。

## 參考資料

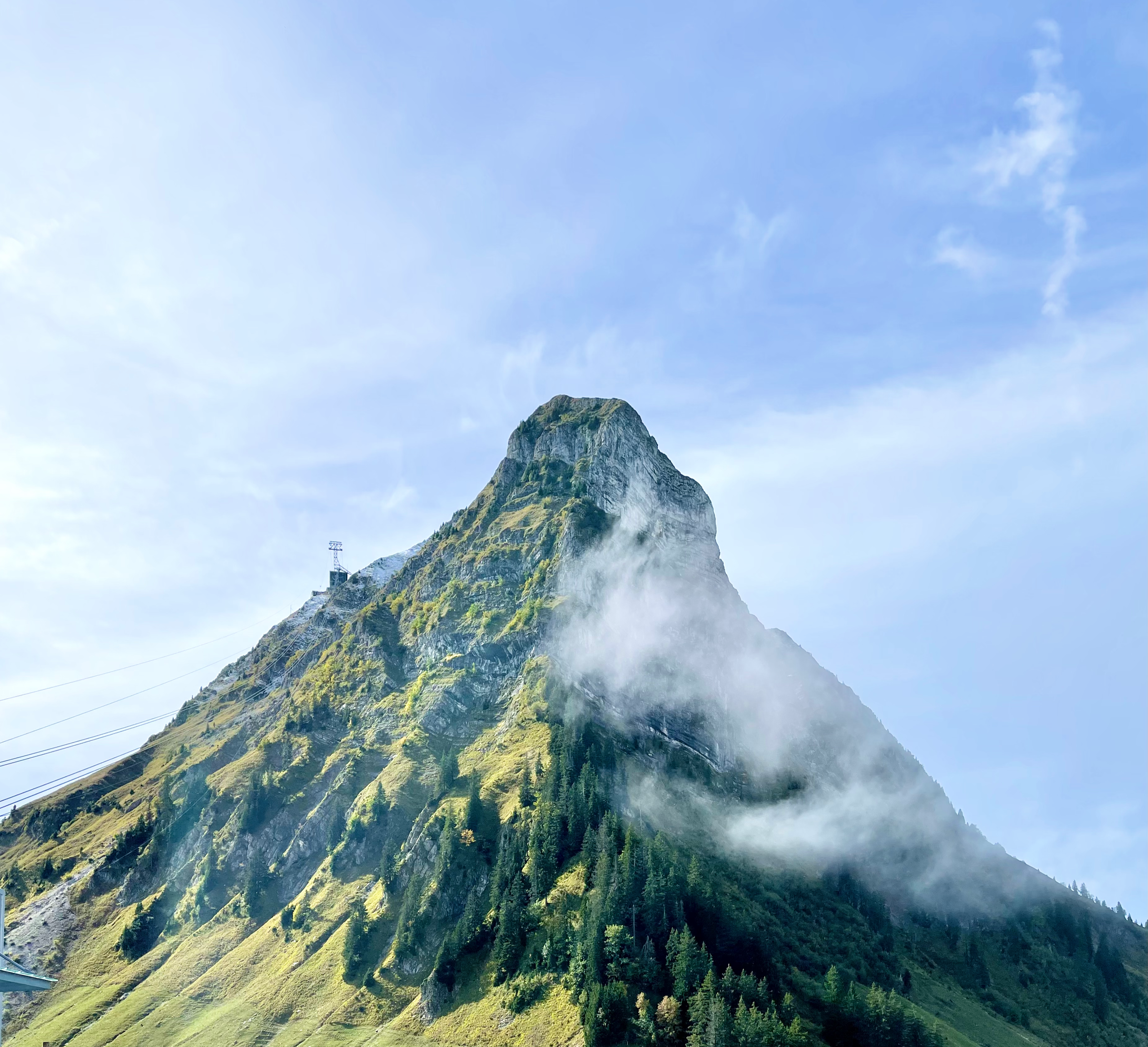